# 김아라 (1985년)
김아라(1985년 12월 14일 ~ )는 대한민국의 쇼핑 호스트다. 2011년부터 쇼핑호스트로 활동하고 있다.

## 방송
- 신입사원 (2011) - Top10
- 스톡챔피언